# Дубна (Молдова)
Дубна (рум. Dubna) — село в Сорокском районе Молдавии. Относится к сёлам, не образующим коммуну.

## География
Село расположено на высоте 206 метров над уровнем моря.

## Население
По данным переписи населения 2004 года, в селе Дубна проживает 870 человек (418 мужчин, 452 женщины).
Этнический состав села:
| Национальность | Число жителей | Процентный состав |
| -------------- | ------------- | ----------------- |
| молдаване      | 712           | 81,84             |
| румыны         | 148           | 17,01             |
| украинцы       | 6             | 0,69              |
| русские        | 4             | 0,46              |
| Всего          | 870           | 100 %             |